# The X-Files
The X-Files is een Amerikaanse televisieserie ontwikkeld door Chris Carter en voor het eerst vertoond in 1993. The X-Files kan het beste worden geplaatst in de genres sciencefiction/horror/mystery.

## Verhaal
De serie telt elf seizoenen en draait om de FBI-agenten Fox Mulder (David Duchovny) en Dana Scully (Gillian Anderson), die proberen een aantal onopgeloste en onverklaarbare FBI-zaken op te lossen. Mulder gelooft in het paranormale, terwijl zijn partner Scully de verschijnselen wetenschappelijk benadert. Samen moeten zij zaken oplossen die door de FBI worden aangeduid als onoplosbaar, een X-File.
De serie kan worden onderverdeeld in zogenaamde losse afleveringen waarin een zaak binnen één aflevering wordt opgelost en mythologie-afleveringen. Vooral de mythologie-afleveringen bieden een verdieping in de karakters van de hoofdrolspelers. De losse afleveringen hebben een begin en eind van een verhaal. Zaken in de serie worden over het algemeen opgelost, met een zodanig open einde dat het verhaal eventueel verder zou kunnen gaan. Mulders speurtocht naar de waarheid achter de ontvoering van zijn zusje en de geheimen van de overheid loopt als een rode draad door de afleveringen, evenals Scully's pogingen logische verklaringen te vinden voor alle paranormale zaken.
Mulder gelooft in het bestaan van buitenaardse wezens en zijn leven is gewijd aan het bewijzen van hun bestaan. Na een veelbelovende start van zijn carrière bij de FBI ontdekt Mulder bij toeval de X-Files, een archief van onopgeloste en onverklaarbare zaken. Zijn interesse is zodanig gewekt dat hij onder hypnose gaat en zich herinnert hoe zijn vier jaar jongere zusje Samantha op achtjarige leeftijd door buitenaardsen werd ontvoerd tijdens een spelletje Stratego. Hij was niet in staat haar te beschermen tegen de 'aanwezigen' in de slaapkamer. Sindsdien is hij op zoek naar de waarheid omtrent haar verdwijning in de hoop dat hij haar terugvindt.
Scully heeft geneeskunde gestudeerd voordat ze door de FBI werd gerekruteerd. Terwijl haar familie de keuze voor de FBI nooit heeft begrepen, kiest ze hier toch voor. Als ze van de FBI-Academy komt, wordt ze geplaatst bij de afdeling van Mulder met de opdracht zijn werk zodanig te bekritiseren, dat dit het einde van de X-Files zou betekenen en Mulder zijn kruistocht naar de waarheid opgeeft. Doordat zij zich bemoeit met de X-Files en een nauwe band ontwikkelt met Mulder, komt haar leven in gevaar als zij tijdens het tweede seizoen wordt ontvoerd.
Deze twee verhaallijnen vormen de basis voor een mythologielijn die (tot op heden) elf seizoenen duurt.
De serie heeft regelmatig raakvlakken met gebeurtenissen die bekendstaan als doofpotaffaires of complottheorieën. Enkele daarvan zijn bijvoorbeeld Area 51 en Operatie Paperclip.

## Rolverdeling

### Hoofdrollen
| Rol                                       | Acteur           | Seizoenen                                                                |
| ----------------------------------------- | ---------------- | ------------------------------------------------------------------------ |
| Special Agent Fox William Mulder          | David Duchovny   | 1 t/m 7 8: 12 afleveringen 9: 1 aflevering (laatste aflevering) 10 en 11 |
| Special Agent Dana Katherine Scully, M.D. | Gillian Anderson | 1 t/m 11                                                                 |
| Assistant Director Walter Sergei Skinner  | Mitch Pileggi    | 1 t/m 8 (gast) 9 en 10                                                   |
| Special Agent John Jay Doggett            | Robert Patrick   | 8 en 9                                                                   |
| Special Agent Monica Reyes                | Annabeth Gish    | 8: 4 afleveringen 9 10: 1 aflevering (laatste aflevering)                |

### Bijrollen
| Rol                                 | Acteur                        | Aantal episodes |
| ----------------------------------- | ----------------------------- | --------------- |
| Cigarette Smoking Man               | William B. Davis, Chris Owens | 42              |
| Melvin Frohike                      | Tom Braidwood                 | 40              |
| John Fitzgerald Byers               | Bruce Harwood                 | 38              |
| Richard „Ringo“ Langly              | Dean Haglund                  | 36              |
| Alex Krycek                         | Nicholas Lea                  | 24              |
| Alvin Kersh, FBI Assistant Director | James Pickens jr.             | 19              |
| First Elder                         | Don S. Williams               | 15              |
| Mr. X                               | Steven Williams               | 14              |
| Deep Throat                         | Jerry Hardin                  | 12              |
| Alien Bounty Hunter                 | Brian Thompson                | 11              |
| Bill Mulder                         | Peter Donat, Dean Aylesworth  | 11              |
| Teena Mulder                        | Rebecca Toolan, Shelley Adam  | 11              |
| Marita Covarrubias                  | Laurie Holden                 | 10              |
| Jeffrey Spender                     | Chris Owens                   | 10              |
| Well Manicured Man                  | John Neville                  | 9               |
| Diana Fowley                        | Mimi Rogers                   | 7               |
| Agent Einstein                      | Lauren Ambrose                | 2               |
| Agent Miller                        | Robbie Amell                  | 2               |
| Webcaster Tad O'Malley              | Joel McHale                   | 2               |

## Mythologielijn
De mythologie-episodes werden meestal getoond aan het begin of het einde van een seizoen en vormen meestal dubbelafleveringen. Samen omvatten ze ongeveer één derde van het totaal aantal afleveringen.
De volgende afleveringen vertellen de mythologielijn (volgens The X-Files Mythology dvd-serie die in 2005 uitkwam):
- Seizoen 1: Pilot, Deep Throat, Fallen Angel, E.B.E., The Erlenmeyer Flask
- Seizoen 2: Little Green Men, Duane Barry, Ascension, One Breath, Red Museum, Colony, End Game, Anasazi
- Seizoen 3: The Blessing Way, Paper Clip, Nisei, 731, Piper Maru, Apocrypha, Talitha Cumi
- Seizoen 4: Herrenvolk, Tunguska, Terma, Memento Mori, Tempus Fugit, Max, Zero Sum, Gethsemane
- Seizoen 5: Redux, Redux II, Patient X, The Red and the Black, The End
- Film: The X-Files: Fight the Future
- Seizoen 6: The Beginning, S.R. 819, Two Fathers, One Son, Biogenesis
- Seizoen 7: The Sixth Extinction, The Sixth Extinction II: Amor Fati, Sein und Zeit, Closure, En Ami, Requiem
- Seizoen 8: Within, Without, Per Manum, This is Not Happening, Deadalive, Three Words, Vienen, Essence, Existence
- Seizoen 9: Nothing Important Happened Today, Nothing Important Happened Today II, Trust No 1, Provenance, Providence, William, The Truth
- Seizoen 10: My Struggle, My Struggle II
- Seizoen 11: My Struggle III, Ghouli, My Struggle IV

## Inspiratie voor de serie

### Televisie
Chris Carter noemde onder andere de series Alfred Hitchcock Presents, The Twilight Zone, Night Gallery, Tales from the Darkside en met name Kolchak: The Night Stalker als inspiratiebron voor The X-Files. Volgens eigen zeggen wilde hij weer eens een 'enge' serie op de buis brengen gelijk aan deze series.
Volgens Carter was de relatie tussen Mulder en Scully geïnspireerd door de relatie tussen John Steed (Patrick Macnee) en Emma Peel (Diana Rigg) in de Britse serie De Wrekers.
De cultserie Twin Peaks wordt vaak gezien als een grote bron van inspiratie voor de duistere sfeer in de serie, en de manier waarop de serie vaak drama en ironie combineert.

### Film
De producers en schrijvers van de serie noemden onder andere de films All the President's Men, Three Days of the Condor, Close Encounters of the Third Kind, Raiders of the Lost Ark, Rashomon, The Thing, The Boys from Brazil, The Silence of the Lambs en JFK als inspiratiebron voor de serie. Gangsterfilms zoals de Godfather-trilogie worden ook vaak als inspiratiebron genoemd.

## Gerelateerde series
Chris Carter richtte Ten Thirteen Productions op om The X-Files te produceren, en later ook andere series. De programma's geproduceerd door Then Thirteen Productions waren vaak gerelateerd aan elkaar. Zo werden er referenties naar andere series gemaakt en vonden er cross-overs plaats.
Andere series van Ten Thirteen Productions zijn:
- Millennium
- Harsh Realm
- The Lone Gunmen

## Invloed op latere series
The X-Files diende als inspiratiebron voor televisieseries zoals Strange World, Burning Zone, Special Unit 2, Mysterious Ways, Lost, Carnivàle, Dark Skies, The Visitor, Freaky Links,
PSI Factor: Chronicles of the Paranormal, Fringe en Supernatural. Bij een paar van deze series waren castleden van de X-Files betrokken, zoals Lost.
De invloed van The X-Files kan ook op andere niveaus terug worden gevonden, zoals in de televisieserie Alias. Deze serie hanteert ook een complexe mythologie.
De manier waarop Dana Scully werd neergezet in The X-Files wordt vaak gezien als inspiratiebron voor meer 'sterke vrouwelijke onderzoekers' in latere televisieseries zoals NCIS.
The X Files hebben ook invloed gehad op de film Final Destination. De film was oorspronkelijk ingediend als script voor een aflevering in The X-Files.

## Prijzen
Gedurende de 9 seizoenen dat de serie liep, werd het programma genomineerd voor 141 prijzen. Daarvan won het er 61, waaronder Emmy Awards, Golden Globes, de Environmental Media Award en de Screen Actors Guild Award. The X-Files won ook een Peabody Award in 1996.
In totaal heeft de serie 16 Emmy Awards gewonnen, waaronder twee voor acteren, een voor het script en dertien in andere technische categorieën.

## Trivia

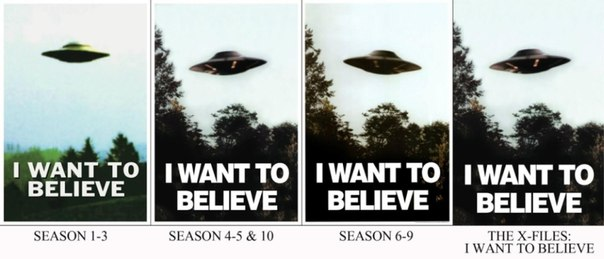
De befaamde poster uit Mulders kantoor

- De bekende 'I Want to Believe' poster (zie hiernaast) werd na seizoen drie vervangen in verband met de rechten van de originele foto. Deze makers hadden nooit toestemming gevraagd om deze te mogen gebruiken.
- Het nummer van Mulders appartement is 42 (te zien in meerdere afleveringen).
- Het getal 42 is het antwoord op de ultieme vraag over het Leven, het Universum, en Alles, volgens Douglas Adams' boek The Hitchhiker's Guide to the Galaxy. De populariteit van dat boek zorgt ervoor dat dit getal op de raarste plaatsen opduikt.
- Stephen King schreef het draaiboek voor de aflevering Chinga (aflevering 5-10).
- Aflevering 5-5 Post-Modern Prometheus werd compleet in het zwart-wit opgenomen. In deze aflevering doet een dubbelganger van Cher als zangeres mee.
- Het wachtwoord van de pc van Mulder is 'trustno1'.
- Sinds de start van The X-Files werden alle afleveringen in Vancouver (Canada) opgenomen. Vanaf het zesde seizoen werden de afleveringen in Los Angeles geproduceerd.
- In meerdere afleveringen wordt een tijd van 11.21 getoond. Dit (21 november) is de geboortedatum van Chris Carters vrouw.
- In seizoen 6 aflevering 2 Drive is Bryan Cranston te zien, de hoofdrolspeler van Breaking Bad (hoofdrol in deze aflevering).
- David Duchovny's echte vrouw Téa Leoni is te zien in seizoen 7 episode 19 Hollywood AD als... Scully.
- Nicholas Lea had eerst een kleine rol in seizoen 1 aflevering 13 Gender Bender voor hij uiteindelijk de rol kreeg van Alex Krycek.
- Mark Snow, maker van de bekende beginnende melodie, is in seizoen 8 aflevering Per Manum te zien als dokter.